# Charles Dugasseau
Charles Dugasseau, né Charles-Alexandre-Ernest Mouton ou Mouton-Dugasseau à Fresnay-sur-Sarthe le 8 avril 1812 et mort le 1er mars 1885 au Mans, est un peintre, dessinateur et conservateur du Musée de Tessé au Mans.

## Biographie
Après avoir débuté au Mans en 1836 à l'exposition des arts, où il obtient une médaille de bronze, Charles Dugasseau passe sept ans en Italie à Rome. Élève d'Ingres qui le décrit comme son ami, et qui le convie à venir écouter de la musique jusqu'à la fin de ses jours. 
Sa toile Sapho exposée au Salon en 1845, avec le Christ entouré des fondateurs de la religion, est remarquée par Francis Wey, Théophile Gautier et Charles Baudelaire qui en fait ce commentaire : « Peinture sérieuse, mais pédante - ressemble à un Lehmann très solide. Sa Sapho faisant le saut de Leucade est une jolie
composition »,.
Neveu de Narcisse Desportes, conservateur du Musée de Tessé et botaniste, Charles Dugasseau le remplace en 1856. Il accroît la collection du musée en effectuant des achats, en particulier vingt-trois œuvres de primitifs italiens acquis lors de la vente après décès d’un collectionneur manceau, Évariste Fouret (1807-1863). Il sollicite des dépôts de l’État et réalise ou fait réaliser de nombreuses copies de tableaux de Léonard de Vinci, (Joconde), de Bernardino Luini, de Francesco Melzi (Flore ou Colombine ou La Dame au jasmin), d' Andrea Solari (La Vierge au coussin vert). 
Intime de Charles Gounod et du chef d'orchestre Georges Bousquet (1818-1854) à la villa Médicis, il est aussi lié au compositeur Félix Mendelssohn et à sa sœur Fanny.
La seconde partie de sa carrière est consacrée à la peinture de paysage.
Charles Dugasseau laisse l'essentiel de son œuvre au Musée du Tessé au Mans en 1885. pour lequel il réalise le premier catalogue en 1864.
On lui doit une peinture à l'église Saint-Barthélemy de Sarrebourg, et une dans la chapelle des Catéchismes dans l'église St Pierre du Gros-Caillou à Paris.
Il participe a la commission pour l'érection du monument commémoratif de la bataille d'Auvours de 1871.
Une rue "Mouton-Dugasseau" lui est dédiée au Mans.

## En collection publique
- Musée de Tessé, Le Mans.
- Musée de la Vie Romantique, Paris
- Ecclesia fundata, Église Saint-Barthélemy de Sarrebourg
- La Pietà, Église Saint-Pierre-du-Gros-Caillou, Paris.

## Publications
Notice des tableaux composant le musée du Mans, précédée d'une notice historique, le Mans, Monnoyer, 1870, 87 p.